# Videogiochi Namco
Lista di videogiochi realizzati dalla Namco.

## Arcade
- 1978
  - Gee Bee
- 1979
  - Bomb Bee
  - Galaxian 
  - Cutie Q
- 1980
  - Navarone
  - Kaitei Takara Sagashi
  - SOS
  - Pac-Man
  - King & Balloon
  - Tank Battalion
  - Rally-X
- 1981
  - New Rally-X
  - Warp & Warp
  - Galaga
  - Ms. Pac-Man
  - Bosconian
- 1982
  - Dig Dug
  - Pole Position
  - Super Pac-Man
  - Pac-Man Plus
  - Xevious
- 1983
  - Mappy
  - Jr. Pac-Man
  - Pac & Pal
  - Phozon
  - Libble Rabble
  - Pole Position II
- 1984
  - Gaplus
  - The Tower of Druaga
  - Pac-Land
  - Grobda
  - Super Xevious
  - Dragon Buster
- 1985
  - Dig Dug II
  - Metro-Cross
  - Baraduke
  - Motos
  - Sky Kid
  - Vs. Battle City
  - Vs. Star Luster
- 1986
  - Sky Kid Deluxe
  - Hopping Mappy
  - Toy Pop
  - The Return of Ishtar
  - Thunder Ceptor
  - Genpei Tōma Den
  - Rolling Thunder
  - Thunder Ceptor II
  - Vs. Super Xevious
- 1987
  - Wonder Momo
  - Yokai Douchuuki
  - Dragon Spirit
  - Blazer
  - Quester
  - Pac-Mania
  - Galaga '88
  - Final Lap
- 1988
  - World Stadium
  - Assault
  - Assault Plus
  - Beraboh Man
  - Marchen Maze
  - Bakutotsu Kijuutei - Baraduke II
  - Ordyne
  - Metal Hawk
  - World Court
  - Splatterhouse
  - Mirai Ninja
  - Face Off
  - Phelios
  - Winning Run
- 1989
  - Rompers
  - Blast Off
  - Valkyrie No Densetsu
  - Dirt Fox
  - World Stadium '89
  - Finest Hour
  - Burning Force
  - Winning Run Suzuka GP
  - Four Trax
  - Dangerous Seed
  - Marvel Land
- 1990
  - Kyuukai Douchuuki
  - World Stadium '90
  - Final Lap 2
  - Pistol Daimyo no Bouken
  - Souko Ban Deluxe
  - Dragon Saber
  - Puzzle Club
  - Rolling Thunder 2
  - Steel Gunner
  - Golly! Ghost!
  - Driver's Eyes
  - Galaxian 3
- 1991
  - Star Blade
  - Super World Stadium
  - Solvalou
  - Tank Force
  - Steel Gunner 2
  - Cosmo Gang: The Video
  - Winning Run '91
  - Golly! Ghost! 2
- 1992
  - Suzuka 8 Hours
  - Bakuretsu Quiz Ma-Q Dai Bōken
  - Super World Stadium '92
  - Super World Stadium '92 Gekitouban
  - Final Lap 3
  - F/A
  - Cosmo Gang the Puzzle
  - Exvania
  - Super World Court
  - Knuckle Heads
  - Lucky and Wild
  - Air Combat
- 1993
  - Super World Stadium '93
  - Emeraldia
  - Nettou! Gekitou! Quiztou!!
  - Numan Athletics
  - Ridge Racer
  - Great Sluggers '93
  - Final Lap R
  - Tinkle Pit
  - Cyber Sled
  - Suzuka 8 Hours 2
  - Galaxian 3 Theatre 6: Project Dragoon
- 1994
  - Nebulas Ray
  - J-League Soccer V-Shoot
  - Point Blank
  - Tekken
  - Great Sluggers '94
  - Ridge Racer 2
  - Ace Driver
  - Alpine Racer
  - Cyber Commando
  - The Outfoxies
  - Galaxian 3 Theatre 6 J2: Attack of The Zolgear
- 1995
  - Mach Breakers - Numan Athletics 2
  - Ace Driver: Victory Lap
  - Air Combat 22
  - Xevious 3D/G
  - Super World Stadium '95
  - Speed Racer
  - Rave Racer
  - Namco Classic Collection Vol. 1
  - Soul Edge
  - Dunk Mania
  - Tekken 2
  - Cyber Cycles
  - Dirt Dash
  - X-Day 2
  - Time Crisis
- 1996
  - Prime Goal EX
  - Namco Classic Collection Vol. 2
  - Super World Stadium '96
  - Tekken 3
  - Abnormal Check
  - Alpine Racer 2
  - Alpine Surfer
  - Aqua Jet
  - Armadillo Racing
  - Dancing Eyes
  - Kosodate Quiz My Angel
  - Pocket Racer
  - Prop Cycle
  - Soul Edge: Ver. II
  - Tokyo Wars
- 1997
  - Downhill Bikers
  - Final Furlong
  - Kosodate Quiz My Angel 2
  - Libero Grande
  - Motocross Go!
  - Rapid River
  - Super World Stadium '97
  - Time Crisis II
  - Panic Park
- 1998
  - 500GP
  - Angler King
  - Derby Quiz My Dream Horse
  - Gunmen Wars
  - Fighting Layer
  - Kosodate Quiz My Angel 3
  - Race On!
  - Soulcalibur
  - Super World Stadium '98
  - Tenkomori Shooting

- 1999
  - Aqua Rush
  - Balance Try
  - Crisis Zone
  - Final Furlong 2
  - Guitar Jam
  - Ghoul Panic
  - Golgo 13
  - Kaiun Quiz
  - Mr. Driller
  - Point Blank 2
  - Quick & Crash
  - Super World Stadium '99
  - Taiko no Tatsujin
  - Tekken Tag Tournament
- 2000
  - Golgo 13 Kiseki no Dandou
  - Mr. Driller 2
  - Super World Stadium 2000
  - Point Blank 3
  - Ridge Racer V: Arcade Battle
  - Truck Kyosokyoku
  - World Kicks
- 2001
  - Golgo 13 Juusei no Requiem
  - Mr. Driller G
  - Ninja Assault
  - Super World Stadium 2001
  - Kotoba no Puzzle: Mojipittan
  - Taiko no Tatsujin 2
  - Tekken 4
  - Wangan Midnight
  - Vampire Night
- 2002
  - Alpine Racer 3
  - Dragon Chronicles
  - Mazan: Flash of the Blade
  - Smash Court Pro Tournament
  - Professional Baseball 2002

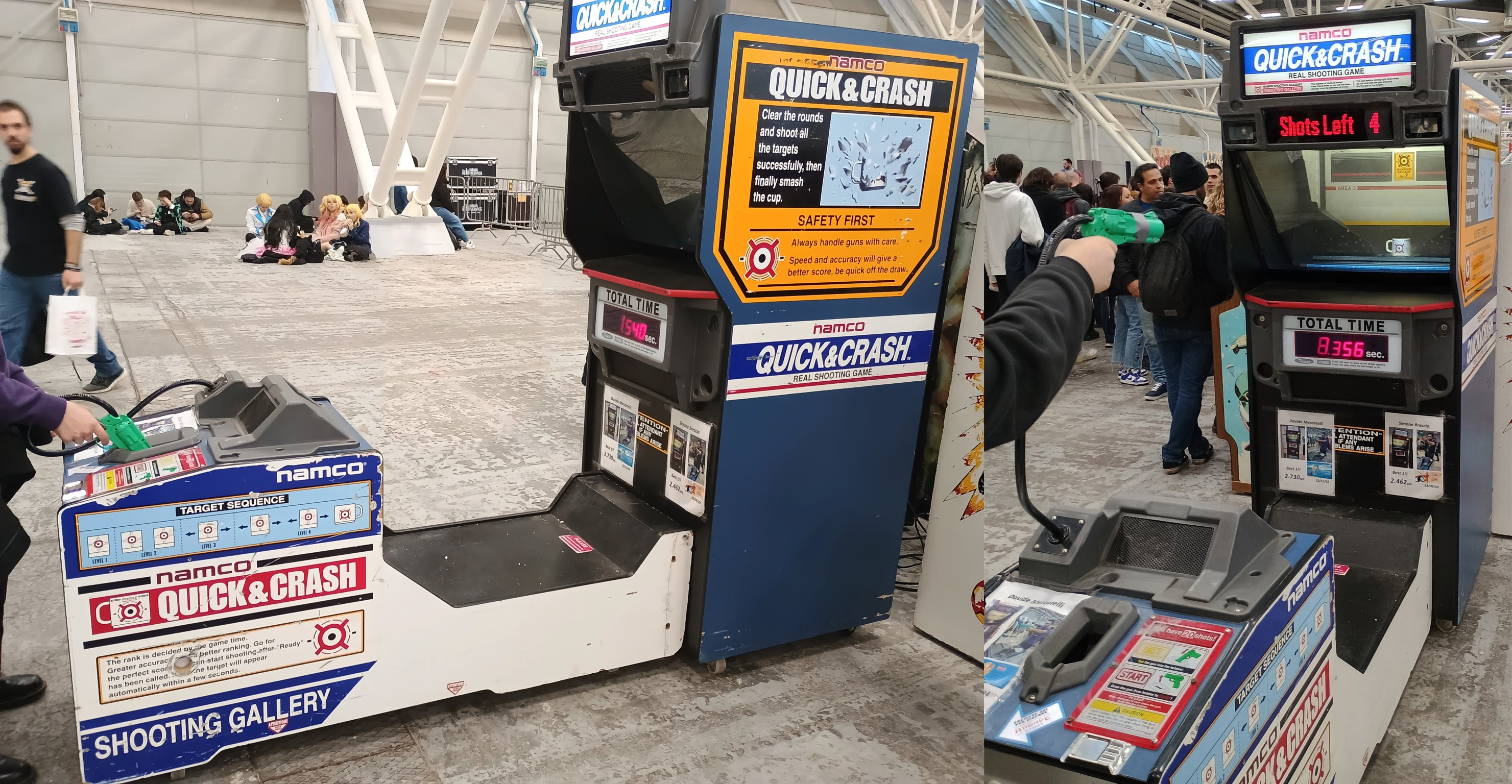
Namco Quick&Crash, a destra è possibile vedere il bersaglio finale.

  - Seishun Quiz Colorful High School
  - Star Trigon
  - Taiko no Tatsujin 3
  - Taiko no Tatsujin 4
  - Time Crisis 3
  - Wangan Midnnight R
- 2003
  - Dragon Chronicles II
  - Soulcalibur II
  - Taiko no Tatsujin 5
  - Counter Strike Neo
- 2004
  - The Idol Master
  - Taiko no Tatsujin 6
  - Tekken 5
  - Wangan Midnight: Maximum Tune
- 2005
  - Atomic Betty
  - Cobra: The Arcade
  - Counter Strike Neo White Memories
  - Druaga Online: The Story of Aon
  - Mario Kart Arcade GP
  - Taiko no Tatsujin 7
  - Tekken 5.1
  - Tekken 5: Dark Resurrection
  - Wangan Midnight: Maximum Tune 2
- 2006
  - Soulcalibur III
  - Taiko no Tatsujin 8
  - Time Crisis 4
  - Atomic Betty 2
- 2007
  - Tekken 6
  - Bomberman Stadium
  - Mario Kart Arcade GP 2
  - Tales of the Abyss
  - Mobile Suit Gundam: Bonds of the Battlefield
  - New Space Order
- 2008
  - Animal Kaiser - The King of Animal
  - Final Turn - Ace Driver 3
  - Nirin
  - Tekken 6 Bloodline Rebellion
  - Wangan Midnight: Maximum Tune 3
  - Wangan Midnight: Maximum Tune 3 DX
- 2009
  - Razing Storm
  - Tank! Tank! Tank!
- 2010
  - Dead Heat
  - Mobile Suit Gundam Extreme Vs.
  - Pac-Man's Arcade Party
- 2011
  - Dragon Ball ZENKAI Battle Royale
  - Pac-Man Battle Royale
  - Tekken Tag Tournament 2
- 2012
  - Dark Escape 4D
- 2013
  - Dead Heat Riders

## Console

### Atari 2600/5200
- Dig Dug
- Galaxian
- Pole Position
- Pac-man

### Atari 7800
- Dig Dug
- Galaga
- Pole Position II
- Xevious

### Nintendo Entertainment System/Nintendo Family Computer
- Wagyan Land
- Wagyan Land 2
- Wagyan Land 3
- Dig Dug
- Dig Dug II
- Pro Yakyuu Famista (Pro Baseball Family Stadium)
- Star Wars
- Famista '87
- Famista '88
- Famista '89
- Famista '90
- Famista '91
- Famista '92
- Famista '93
- Famista '94
- Tag Team Pro Wrestling (solo editrice in Giappone)

### Super Nintendo Entertainment System
- 90 Minutes European Prime Goal
- Super Famista
- Super Famista 2
- Super Famista 3
- Super Famista 4
- Super Famista 5
- Super Wagyan Land
- Super Wagyan Land 2
- Tales of Phantasia
- Wagyan Paradise

### Sega Mega Drive
- Ball Jacks

### Nintendo 64
- Famista 64
- Ms. Pac-Man Maze Madness
- Namco Museum 64
- Ridge Racer 64

### Nintendo DS
- Dig Dug: Digging Strike
- Mr. Driller Drill Spirits
- Pac-Man World 3
- Pac-Pix
- Ridge Racer DS
- Tales of the Tempest
- Xenosaga I & II
- Point Blank DS
- Pac'n roll
- Pac-Man Museum

### Nintendo GameCube
- Baten Kaitos: Eternal Wings and the Lost Ocean
- Baten Kaitos Origins
- Dead to Rights
- Donkey Konga
- Donkey Konga 2
- Mario Superstar Baseball
- Namco Museum
- Namco Museum 50th Anniversary
- Pac-Man Fever
- Pac-Man World 2
- R:Racing Evolution
- Soulcalibur II
- Star Fox Assault
- Tales of Symphonia
- Famista 2003

### Wii
- The Sky Crawlers: Innocent Aces
- Tamagotchi Party On!
- Pac-Man Party
- Soulcalibur Legends
- Fragile Dreams: Farewell Ruins of the Moon

### Game Boy Advance
- Atomic Betty
- Atomic Betty 2
- Klonoa: Empire of Dreams
- Klonoa 2: Dream Champ Tournament
- Klonoa Heroes: Densetsu no Star Medal
- Namco Museum
- Namco Museum 50th Anniversary
- Pac-Man Collection
- Tales of Phantasia
- Tales of the World: Narikiri Dungeon 2
- Tales of the World: Narikiri Dungeon 3
- Tales of the World: Summoner's Lineage
- Tekken Advance
- Famista Stadium Advance

### Game Boy Color
- Tales of Phantasia: Narikiri Dungeon

### Sega Dreamcast
- Mr. Driller
- Ms. Pac-Man Maze Madness
- Namco Museum
- Soulcalibur

### PlayStation
- Ace Combat 2
- Ace Combat 3: Electrosphere
- Air Combat
- Anna Kournikova's Smash Court Tennis
- Cyber Sled
- Dragon Valor
- Ghoul Panic
- J-League Prime Goal EX
- Klonoa: Door to Phantomile
- Klonoa Beach Volleyball
- Libero Grande
- Libero Grande International
- Mr. Driller
- Ms. Pac-Man Maze Madness
- Namco Museum Encore
- Namco Museum Vol. 1
- Namco Museum Vol. 2
- Namco Museum Vol. 3
- Namco Museum Vol. 4
- Namco Museum Vol. 5
- Pac-Man World
- Pac-Man World 2
- Pac-Man World 3
- Point Blank
- Point Blank 2
- Point Blank 3
- R4: Ridge Racer Type 4
- Rage Racer
- Rescue Shot
- Ridge Racer
- Ridge Racer Revolution
- Soul Edge (Soul Blade)
- Tales of Destiny
- Tales of Eternia
- Tekken
- Tekken 2
- Tekken 3
- Time Crisis
- Time Crisis: Project Titan
- Xevious 3D/G+

### PlayStation 2
- Ace Combat 04: Shattered Skies
- Ace Combat 5: The Unsung War
- Ace Combat Zero: The Belkan War
- Crisis Zone (released as Time Crisis: Crisis Zone)
- Dead to Rights
- Katamari Damacy
- Klonoa 2: Lunatea's Veil
- MotoGP 4
- Namco Museum
- Namco Museum 50th Anniversary
- Ninja Assault
- Pac-Man Fever
- Pac-Man World
- Pac-Man World 2
- Pac-Man World 3
- R:Racing Evolution
- Ridge Racer V
- Seven: Molmorth no Kiheitai
- Smash Court Tennis Pro Tournament
- Snoopy vs. the Red Baron
- Soulcalibur II
- Soulcalibur III
- Tales of Destiny
- Tales of Destiny 2
- Tales of Legendia
- Tales of Symphonia
- Tales of Rebirth
- Tales of the Abyss
- The Fast and the Furious
- Tekken 4
- Tekken 5
- Tekken Tag Tournament
- Time Crisis II
- Time Crisis 3
- Vampire Night
- Venus & Braves: Majo to Megami to Horobi no Yogen
- We Love Katamari
- Xenosaga Episode I: Der Wille zur Macht
- Xenosaga Episode II: Jenseits von Gut und Böse
- Xenosaga Episode III: Also sprach Zarathustra

### PlayStation Portable
- Ace Combat X: Skies of Deception
- Ace Combat X2: Joint Assault
- Me and My Katamari
- Namco Museum Battle Collection
- Pac-Man World 3
- Ridge Racers
- Ridge Racers 2
- Tales of Destiny 2
- Soulcalibur: Broken Destiny
- Tales of Eternia
- Tales of Phantasia: Full Voice Edition
- Tales of the World: Radiant Mythology
- Tekken 5: Dark Resurrection

### Xbox
- Breakdown
- Dead to Rights
- Namco Museum
- Namco Museum 50th Anniversary
- Pac-Man World 2
- Pac-Man World 3
- Soulcalibur II
- R:Racing Evolution

### Xbox 360
- Ace Combat 6: Fires of Liberation
- Ace Combat: Assault Horizon
- Beautiful Katamari
- Dig Dug
- Galaga
- Eternal Sonata
- Ridge Racer 6
- Ridge Racer Unbounded
- Ms. Pac-Man
- New Rally X
- Pac-Man
- Tekken 6
- Tekken Tag Tournament 2
- Soulcalibur IV
- Soulcalibur V

### PlayStation 3
- Ridge Racer 7
- Ridge Racer Unbounded
- Ace Combat: Assault Horizon
- Eternal Sonata
- Tekken 5: Dark Resurrection
- Tekken 6
- Tekken Tag Tournament 2
- Time Crisis 4
- Soulcalibur IV
- Soulcalibur V
- Naruto: Ultimate Ninja Storm
- Naruto Shippuden: Ultimate Ninja Storm 2
- Naruto Shippuden: Ultimate Ninja Storm Generation
- Naruto Shippuden: Ultimate Ninja Storm 3
- One Piece: Pirate Warriors
- One Piece: Pirate Warriors 2
- Tales of Xillia
- Tales of Xillia 2
- Tales of Symphonia

### Nintendo 3DS
- Ridge Racer 3D
- Pac-Man & Galaga Dimensions 3D
- Pac-Man Party 3DS

### DSi Ware
- Mr Driller:Drill Till You Drop

### 3DS Ware (3D Classics)
- Excitebike
- Xevious